# Avellino (provins)
Avellino är en provins i regionen Kampanien i Italien. Det historiska området Hirpinien omfattade ungefär dagens provins.  Avellino är huvudort i provinsen. Provinsen etablerades 1860 när Kungariket Sardinien annekterade Kungariket Neapel och motsvarade i stort den tidigare provinsen Principato Ultra. När provinsen Benevento etablerades 1861 överfördes 29 kommuner till den nya provinsen.

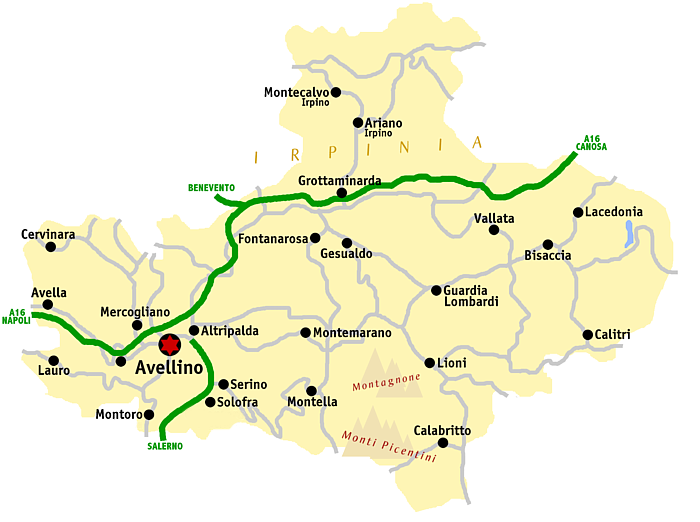
Karta över provinsen

## Administrativ indelning
Provinsen Avellino är indelad i 118 comuni (kommuner). Alla kommuner finns i lista över kommuner i provinsen Avellino.

## Geografi
Provinsen Avellino gränsar:
- i nordost mot provinsen Foggia
- i sydöst mot provinsen Potenza
- i syd mot provinsen Salerno
- i väst mot provinsen Neapel
- i nordväst mot provinsen Benevento